# Irwiniella lateralis
Irwiniella lateralis är en tvåvingeart som först beskrevs av Johann Friedrich von Eschscholtz 1822.  Irwiniella lateralis ingår i släktet Irwiniella och familjen stilettflugor. Inga underarter finns listade i Catalogue of Life.